# 高等法院 (イングランド・ウェールズ)
高等法院（こうとうほういん、英: High Court of Justice）は、刑事法院及び控訴院とともに、イングランド・ウェールズ高等裁判所（Senior Courts of England and Wales）の一部門をなす裁判所である。High Court of England and Wales、あるいはそれを略してEWHCとも呼ぶ。

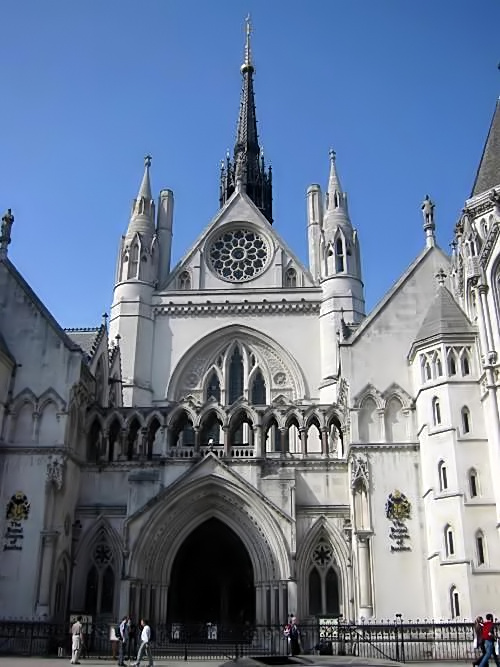
高等法院のある王立裁判所（ロンドン）

高等法院は最重要事件を一審として取り扱うほか、すべての下位の裁判所に対する監督権限を有する。高等法院からの上訴は控訴院、更に連合王国最高裁判所へ行く。
高等法院は、ロンドン中心部のストランド地区にある王立裁判所に置かれている。もっとも、イングランド・ウェールズ全域に地方登記所があり、高等法院におけるほぼすべての手続を地方登記所で行うことができる。高等法院の長は首席判事（Lord Chief Justice）である。慣例により、高等法院の男性裁判官は全員ナイトに叙せられ、女性裁判官は全員デイムに叙せられることとなっている。
高等法院は、国王座部、大法官部、家事部の三つの部に分かれている。高等裁判所費用局は訴訟費用を取り扱う高等法院の部局で、これらの3部には属しない。
高等法院のほとんどの手続は1人の裁判官によって審理されるが、特に女王座部において、一定の種類の手続は2人以上の裁判官から成る合議法廷 (Divisional Court) に割り当てられる。

## 部

イングランド及びウェールズの裁判所制度

### 国王座部
国王座部（King's Bench：女王の時は女王座部（Queen's Bench））には二つの役割がある。広い範囲の契約法及び人身傷害・一般の過失不法行為の事件の審理を行うとともに、監督裁判所としての特別の責務も有している。2005年まで、女王座部の長は首席判事（現在はニコラス・フィリップス卿）であった。2005年憲法改革法の規定によって女王座部長官 (President of the Queen's Bench Division) というポストが新設された。首席判事は、現在、イングランド・ウェールズ裁判所の長官 (President)、イングランド・ウェールズ司法府の長 (Head)、刑事司法の長としての役割を有している。
国王座部裁判官は、刑事事件を審理するときは刑事法院で職務を行う（巡回裁判官、市裁判官がそうするのと同様である）。さらに、国王座部の合議法廷は(1)治安判事裁判所から、及び(2)同裁判所からの上訴を審理した刑事法院からの、法律問題についての上訴を審理する。これらの上訴は事実記載書による上訴（伺い上訴）と呼ばれる。
国王座部は、国王を代理して、すべての下位の裁判所及びすべての政府機関を監督する。一般に、法律で他に上訴の手続が定められていない場合、下位の裁判所、法廷、政府機関又は国家機関の判断に不服を申し立てようとする者は誰でも、国王座部の一部門である行政裁判所に司法審査を求めることができる。1人の裁判官が、まずその問題が裁判所の審査になじむものであるか否かを判断する（根拠薄弱な事件、勝訴の見込みのない事件を除外するためである）。そして、裁判所の審査になじむと判断された場合には、その問題は1人又は複数の裁判官による詳細な審理に進むことが許される。
高等法院からの民事事件についての上訴は、控訴院（民事部）に行く。
国王座部の下には、科学技術・建築裁判所、商業裁判所、海事裁判所、行政裁判所などがある。

### 大法官部
大法官部は、エクイティの争点に関連する、商法、信託法、遺言検認法及び土地法を取り扱う。このほか、大法官部の中に、知的財産権及び会社法をそれぞれ取り扱う専門裁判所（特許裁判所、会社裁判所）がある。また租税に関する上訴はすべて大法官部に割り当てられる。
大法官部は衡平法部とも訳される。大法官部の長は、2005年10月までは副大法官と呼ばれていた。この肩書きは2005年憲法改革法の規定によって、高等法院大法官 (Chancellor of the High Court) へと変わった。初代の高等法院大法官（そして最後の副大法官）はアンドリュー・モリトである。大法官部で審理された事件の判例は、『大法官部ロー・レポーツ』で読むことができる。

### 家事部
家事部は、離婚、子供、遺言の検認、医療といった問題を取り扱う。家事部の判断は人の生死に関係し得ることから、必然的に論争の的となる可能性がある。例えば、家事部が、病院に対し、結合双生児の分離手術を親の同意なく行うことを許可した事例、ある女性に生命維持装置の電源を切ることを許可する一方で、別の重大な障害を持つ女性に対し、夫が女性の同意の上で致死注射を行うことを認めなかった事例などがある。家事部は、子の福祉と利益に関するすべての事件を審理する管轄権を有しており、後見事件については専属的管轄権を行使する。
家事部の長は、家事部長官 (President) であり、現在はマーク・ポッターである。家事部の高等法院裁判官は、ロンドン・ストランド地区の中央裁判所施設で職務を行うが、家事部の地方判事はロンドン・ホルボーン地区の1番街館で職務を行う。
家事部の歴史は比較的新しく、司法府法によって海事裁判所と遺言検認裁判所を統合することによって新設された。当時の名称は高等法院「検認・離婚・海事部」であり、俗に「遺言と難破と妻」と呼ばれていた。海事裁判所と遺言検認裁判所が他の部に移管された際に、家事部と改名した。

## 裁判官

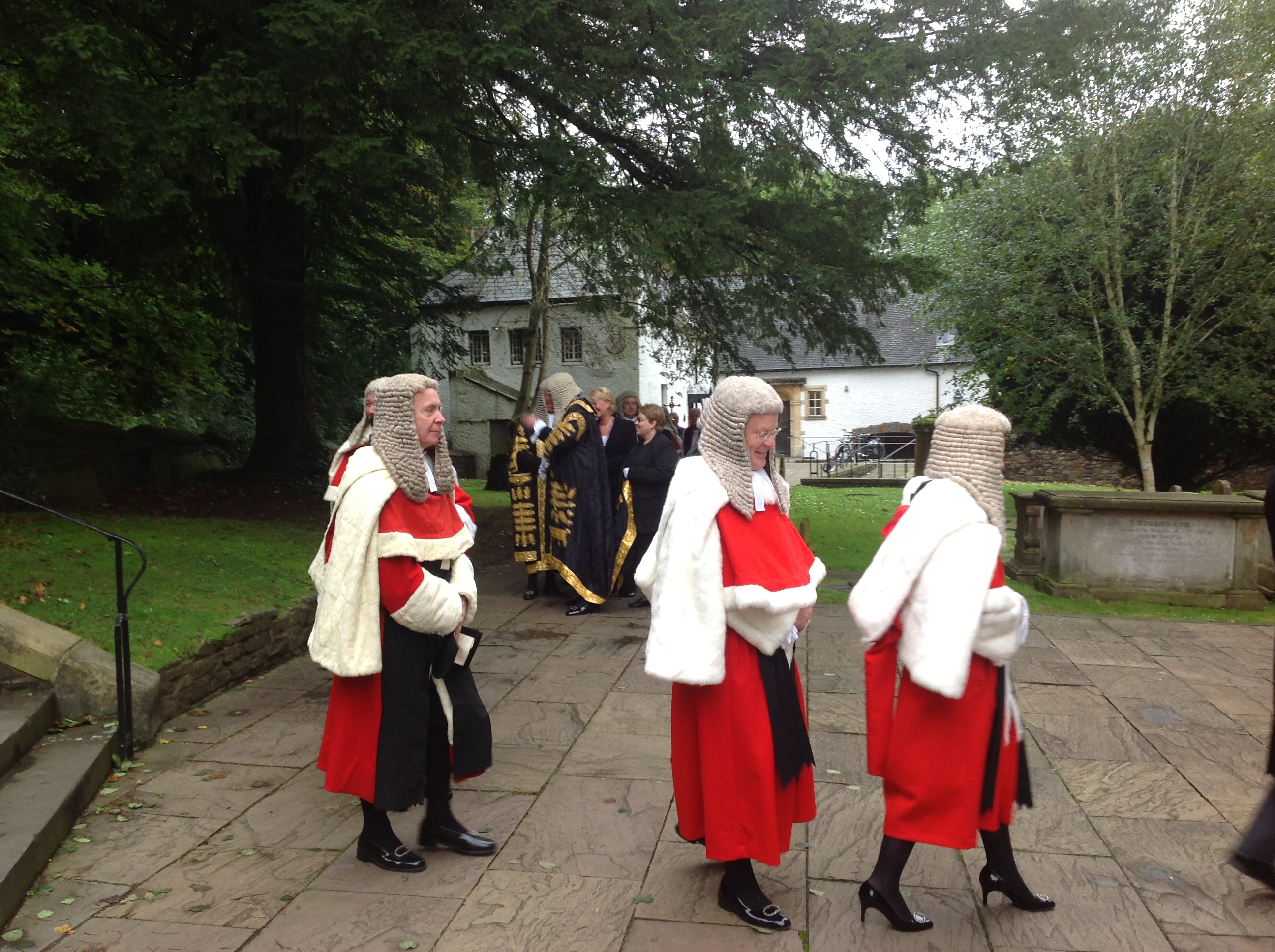
赤装束の高等法院裁判官たち（2013年、ランダフ大聖堂にて）

高等法院の裁判官は、正式には「国王陛下の高等法院の裁判官」(Justices of His Majesty's High Court of Justice)、略して高等法院裁判官（判事）と呼ばれる。正式には、また司法関係の書物では「The Hon. Mr(s) Justice（名）姓」との称号で呼ばれる（ある姓の裁判官を"Mr Justice Smith"と呼んだ場合は、その後に出てくる同姓の裁判官は"Mr Justice John Smith"、"Mr Justice Robert Smith"のように区別する。また女性の裁判官は結婚しているか否かにかかわらず"Mrs Justice Jones"のように呼ばれる。）。社会的には、任命時に取得するナイト又はデイムの称号によって呼ばれ、"The Hon."との敬称は付けられない。

## 巡回区
歴史的に見て、イングランドのすべての司法権の源泉は国王であった。すべての裁判官は、国王の代理人として裁判を行っている（裁判官の後ろに王室の紋章があるのはこのためである。）。また、国による刑事事件の訴追も、原則として国王の代理として行われている。歴史上、地方の領主は荘園裁判所その他で司法権を行うことを許可されていた。必然的に、そこで行われる司法はまちまちになり、国王に対して直接上訴がされた。国王の代理人（その主な目的は徴税であった）が国内を巡行し、国王に代わって、司法の運営をより均等なものにしようとした。裁判官が決まった地域、すなわち巡回区 (circuit) を巡行するという伝統は今日まで残っている。それは高等法院地方登記所での事件の審理である。